# レイトン・ヒューイット
レイトン・グリン・ヒューイット（Lleyton Glynn Hewitt, 1981年2月24日 - ）は、オーストラリア・アデレード出身の元男子プロテニス選手。身長178cm、体重77kg。右利き、バックハンド・ストロークは両手打ち。ATPツアーでシングルス30勝、ダブルス3勝。ATPランキング自己最高位はシングルス1位(史上最年少記録)、ダブルス18位。世界ランキング1位の在位期間80週は歴代10位。
ニューボールズ世代の選手で最も早く台頭し、2001年11月19日に史上最年少の20歳8ヶ月で世界ランキング1位となり、2001年と2002年の2年連続で、年間ランキング1位の座についた。これまでにグランドスラム優勝3回（シングルス2回）、ATPワールドツアー・ファイナル優勝2回、デビスカップオーストラリア代表最多勝を挙げている。

## 選手経歴
ジュニア時代
元アスリートの両親の間に生まれ、自宅の芝生コートでテニスに親しんだ。
1998年 プロ転向 ツアー初優勝
1998年1月に16歳でプロ転向を表明し、ネクストジェネレーション・アデレード国際で早くもATPツアー初優勝を果たした。
1999年 デビス杯初優勝
1999年に男子テニス国別対抗戦・デビスカップオーストラリア代表選手に選ばれ、マーク・フィリプーシスらと共にオーストラリアを13年ぶりの優勝に貢献。
2000年 全米ダブルス初優勝
2000年には世界ランキングでトップ10入りすると、同年の全米オープンではベスト4に進出。準決勝でピート・サンプラスに敗れたが、男子ダブルスではマックス・ミルヌイと組んで優勝に輝いた。
2001年 全米初優勝 マスターズカップ初優勝 世界1位
2001年全米オープンの決勝でピート・サンプラスを7-6, 6-1, 6-1で破って4大大会初優勝を果たすと、ジャパン・オープン・テニス選手権でも初来日を優勝で飾った。11月19日付で史上最年少の20歳8ヶ月で世界ランキング1位に登り詰め、その後の年間最終戦テニス・マスターズ・カップを制し、2001年度を世界ランキング1位で終え、戦績 80勝18敗、勝率0.8163 を数える好成績を挙げた。
2002年 ウィンブルドン初優勝 マスターズ初優勝 マスターズカップ2連覇
2002年でのSAPオープン決勝ではアンドレ・アガシを、インディアンウェルズ・マスターズとクイーンズクラブ選手権の決勝ではティム・ヘンマンを下して優勝。さらにウィンブルドン選手権では決勝でダビド・ナルバンディアンを6-1, 6-3, 6-2で破って初優勝を果たした。続く全米オープンでは準決勝でアガシに敗れたが、シンシナティ・マスターズとパリ・マスターズで準優勝。その後の年間最終戦では2連覇を果たし、2002年度も世界ランキング1位で終えた。
2003年 世界17位
2003年、インディアンウェルズ・マスターズ決勝でグスタボ・クエルテンを下して優勝。その後は故障もあって不調に陥り、80週かけて守った世界ランキング1位から陥落。ウィンブルドン選手権では、オープニング・マッチ（前年優勝者が初戦でセンター・コートの第1試合に出る慣例の事）でイボ・カロビッチの時速210km/hを超える高速サーブの前に敗れてしまい、同選手権の男子部門で1967年のマニュエル・サンタナ以来36年ぶりの前年王者の初戦敗退という辛酸を舐めた。2003年度は17位で終えた。
2004年 世界3位
2004年は不調から脱し、メディバンク国際、ABNアムロ世界テニス・トーナメント、レッグ・メーソン・テニス・クラシックとパイロット・ペン・テニスで優勝。シンシナティ・マスターズと全米オープン、テニス・マスターズ・カップで準優勝する好成績を残し、ランキング3位で年を終えた。特に全米オープンでは決勝まで全てストレート勝ちで進むなど圧倒的な力を見せたが決勝はロジャー・フェデラーに完敗した。この年は4大大会などの大舞台でロジャー・フェデラーにことごとく敗れている。全豪オープン4回戦で6-4, 3-6, 0-6, 4-6、続いてウィンブルドン選手権準々決勝で1-6, 7-6, 0-6, 4-6で、全米オープン決勝で0-6, 6-7, 0-6で、そしてテニス・マスターズ・カップのラウンドロビンでは3-6, 4-6で、決勝では3-6, 2-6で敗れていた。
2005年 世界4位
2005年全豪オープンでは地元選手としてパット・キャッシュ以来17年ぶりの決勝進出を果たしたが、マラト・サフィンに6-1, 3-6, 4-6, 4-6で敗れて地元優勝を逃した。ウィンブルドン選手権と全米オープンでは、フェデラーに準決勝で、それぞれ3-6, 4-6, 6-7と3-6, 6-7, 6-4, 3-6で敗れている。フェデラーには、2003年までは7勝2敗と勝ち越していたが、2004年以後は2010年全豪オープンまで15連敗とまったく歯が立たなくなった。ランキング4位で年を終えている。
その後は怪我などに苦しめられ、1998年から2007年まで毎年記録していたツアー優勝も2008年に途絶えた。
2009年 ツアー27勝目
2009年ウィンブルドン選手権では3年ぶりに準々決勝に進出したが、アンディ・ロディックに3-6, 7-6, 6-7, 6-4, 4-6で敗れている。
2010年 ツアー28勝目
2010年のゲリー・ウェバー・オープン決勝では、フェデラーから7年ぶりの勝利を挙げて優勝した。
2014年 ツアー30勝目
2014年3月20日、史上21人目となる通算600勝達成。当時の現役ではフェデラー、ナダルに次ぐ3人目の記録となる。7月13日、テニス殿堂選手権で優勝し通算30勝達成。
2015年 引退表明
2015年1月29日、2016年全豪オープンで現役引退することを示唆した。また、上記の引退示唆からの意向で2015年全仏オープンを欠場した。
2016年 シングルス引退
その2016年全豪オープン男子シングルスでは1回戦でジェームス・ダックワースに7-6(5), 6-2, 6-4で勝利。2回戦ではダビド・フェレールに2-6, 4-6, 4-6で敗れ、これがシングルスの最後の試合となった。ダブルスではサム・グロスと組んで3回戦まで進出。3回戦でバセク・ポスピシル/ジャック・ソック組に敗れた。
引退後の2016年からデビスカップオーストラリア代表の監督に就任している。初采配となった3月の1回戦アメリカ戦は、直前にニック・キリオスが体調不良で離脱したため急遽選手兼監督としてメンバー入り。第3戦のダブルスでジョン・ピアーズと組んでブライアン兄弟と対戦。3-6, 3-6, 6-4, 6-4, 3-6で敗れた。
2018年 ダブルスで現役復帰
その後、2018年全豪オープンではこの大会での引退を表明しているサム・グロスと組んでダブルスに出場することを表明した。全豪オープンの前哨戦であるブリスベン国際にもジョーダン・トンプソンと組んでワイルドカードで出場。1回戦でグリゴール・ディミトロフ/ライアン・ハリソン組に敗れた。
また同年のメルボルンで開催されたTie Break Tensには現役選手達に混じって出場。初戦でノバク・ジョコビッチを破り、次戦の準決勝でラファエル・ナダルに敗れたものの、11-13の激闘となり元世界ランク1位の意地を見せた。
2021年 国際テニス殿堂入り
ヒューイットは2021年に国際テニス殿堂入りを果たした。

## 人物
2000年からベルギーの女子テニス選手、キム・クライシュテルスと交際する。同年のウィンブルドン選手権で2人のペアは混合ダブルスで準優勝した。それ以後はテニスのトーナメント中にお互いの試合を応援するようになり、2003年12月に婚約したが、2004年10月22日にクライシュテルスが彼女の公式ホームページで婚約解消を発表した。その後ヒューイットは、2005年7月21日にオーストラリア人女優のベック・カートライトと結婚し、3児がいる。
若い頃はコートマナーの悪さでテニス関係者から非難されることが多く、優勝した2001年全米オープンの2回戦で、黒人選手ジェームズ・ブレークに対する問題発言などのトラブルを起こしたこともある。またヒューイットが大事なポイントを決めた時に叫ぶ「COME ON!」は、男女を問わず多くの選手が真似をするなどの影響を及ぼした。

## プレースタイル
オーストラリアン・フットボールで鍛え上げた強靭な足腰を活かし、どんな球にも喰らいつく足の速いストローク・プレーヤー。守備に秀でた選手であり、最大の武器はリターンと機敏なフットワーク、粘り強さ、そしてメンタルの強さである。
ボールに対する反応が良く、股関節が柔らかくて強いので、最後の一歩が大きくとれる。しかも踏ん張りが効くので、かなり厳しいボールを打たれてもしっかりと打ち返すことができる。それをベースにしたヒッティング・エリアの前後左右への広さが最大の特徴。また、リターンが良く、パスやロブも上手い。
世界でも第一級のリターン力を持っており、反応の良さと、バランスの良さで相当厳しいサーブでもしっかりと打ち返せる。
しかし一発でエースを取れるショットがないので、相手が勝負を急がず、確実にチャンスを作って攻めてこられると、得意のカウンター・ショットも生かせず、攻め手が無くなってしまう弱点がある。

## ATPツアー決勝進出結果

### シングルス: 46回 (30勝16敗)
| 大会グレード                    |
| グランドスラム (2–2)            |
| ATPファイナルズ (2–1)           |
| ATPツアー・マスターズ1000 (2–5) |
| ATPツアー500 (2–0)              |
| ATPツアー250 (22–8)             |

| サーフェス別タイトル |
| ハード (20–12)       |
| クレー (2–0)         |
| 芝 (8–2)             |
| カーペット (0–2)     |

| 結果   | No. | 決勝日         | 大会                 | サーフェス        | 対戦相手                     | スコア                                 |
| ------ | --- | -------------- | -------------------- | ----------------- | ---------------------------- | -------------------------------------- |
| 優勝   | 1.  | 1998年1月5日   | アデレード           | ハード            | ジェイソン・ストルテンバーグ | 3-6, 6-3, 7-6(7-4)                     |
| 準優勝 | 1.  | 1999年1月11日  | アデレード           | ハード            | トーマス・エンクビスト       | 6-4, 1-6, 2-6                          |
| 準優勝 | 2.  | 1999年3月8日   | スコッツデール       | ハード            | ジャン＝マイケル・ギャンビル | 6-7(2-7), 6-4, 4-6                     |
| 優勝   | 2.  | 1999年5月3日   | デルレイビーチ       | クレー            | グザビエ・マリス             | 6-4, 6-7(2-7), 6-1                     |
| 準優勝 | 3.  | 1999年10月25日 | リヨン               | カーペット (室内) | ニコラス・ラペンティ         | 3-6, 2-6                               |
| 優勝   | 3.  | 2000年1月10日  | アデレード           | ハード            | トーマス・エンクビスト       | 3-6, 6-3, 6-2                          |
| 優勝   | 4.  | 2000年1月10日  | シドニー             | ハード            | ジェイソン・ストルテンバーグ | 6-4, 6-0                               |
| 優勝   | 5.  | 2000年3月6日   | スコッツデール       | ハード            | ティム・ヘンマン             | 6-4, 7-6(7-2)                          |
| 優勝   | 6.  | 2000年6月12日  | ロンドン             | 芝                | ピート・サンプラス           | 6-4, 6-4                               |
| 準優勝 | 4.  | 2000年11月6日  | シュトゥットガルト   | ハード (室内)     | ウェイン・フェレイラ         | 6-7(6-8), 6-3, 7-6(7-5), 6-7(2-7), 2-6 |
| 優勝   | 7.  | 2001年1月8日   | シドニー             | ハード            | マグヌス・ノーマン           | 6-4, 6-1                               |
| 優勝   | 8.  | 2001年6月11日  | ロンドン             | 芝                | ティム・ヘンマン             | 7-6(7-3), 7-6(7-3)                     |
| 優勝   | 9.  | 2001年6月18日  | スヘルトーヘンボス   | 芝                | ギリェルモ・カナス           | 6-3, 6-4                               |
| 優勝   | 10. | 2001年9月10日  | 全米オープン         | ハード            | ピート・サンプラス           | 7-6(7-4), 6-1, 6-1                     |
| 優勝   | 11. | 2001年10月1日  | 東京                 | ハード            | ミシェル・クラトフヴィル     | 6-4, 6-2                               |
| 優勝   | 12. | 2001年11月12日 | シドニー             | ハード (室内)     | セバスチャン・グロジャン     | 6-3, 6-3, 6-4                          |
| 優勝   | 13. | 2002年2月25日  | サンノゼ             | ハード (室内)     | アンドレ・アガシ             | 4-6, 7-6(8-6), 7-6(7-4)                |
| 優勝   | 14. | 2002年3月11日  | インディアンウェルズ | ハード            | ティム・ヘンマン             | 6-1, 6-2                               |
| 優勝   | 15. | 2002年6月10日  | ロンドン             | 芝                | ティム・ヘンマン             | 4-6, 6-1, 6-4                          |
| 優勝   | 16. | 2002年6月24日  | ウィンブルドン       | 芝                | ダビド・ナルバンディアン     | 6-1, 6-3, 6-2                          |
| 準優勝 | 5.  | 2002年8月12日  | シンシナティ         | ハード            | カルロス・モヤ               | 5-7, 6-7(5-7)                          |
| 準優勝 | 6.  | 2002年11月4日  | パリ                 | カーペット (室内) | マラト・サフィン             | 6-7(4-7), 0-6, 4-6                     |
| 優勝   | 17. | 2002年11月11日 | 上海                 | ハード (室内)     | フアン・カルロス・フェレーロ | 7-5, 7-5, 2-6, 2-6, 6-4                |
| 優勝   | 18. | 2003年3月3日   | スコッツデール       | ハード            | マーク・フィリプーシス       | 6-4, 6-4                               |
| 優勝   | 19. | 2003年3月10日  | インディアンウェルズ | ハード            | グスタボ・クエルテン         | 6-1, 6-1                               |
| 準優勝 | 7.  | 2003年8月4日   | ロサンゼルス         | ハード            | ウェイン・フェレイラ         | 3-6, 6-4, 5-7                          |
| 優勝   | 20. | 2004年1月12日  | シドニー             | ハード            | カルロス・モヤ               | 4-3 途中棄権                           |
| 優勝   | 21. | 2004年2月16日  | ロッテルダム         | ハード (室内)     | フアン・カルロス・フェレーロ | 6-7(1-7), 7-5, 6-4                     |
| 準優勝 | 8.  | 2004年8月9日   | シンシナティ         | ハード            | アンドレ・アガシ             | 3-6, 6-3, 2-6                          |
| 優勝   | 22. | 2004年8月16日  | ワシントンD.C.       | ハード            | ジレ・ミュラー               | 6-3, 6-4                               |
| 優勝   | 23. | 2004年8月23日  | ロングアイランド     | ハード            | ルイス・オルナ               | 6-3, 6-1                               |
| 準優勝 | 9.  | 2004年9月13日  | 全米オープン         | ハード            | ロジャー・フェデラー         | 0-6, 6-7(3-7), 0-6                     |
| 準優勝 | 10. | 2004年11月22日 | ヒューストン         | ハード            | ロジャー・フェデラー         | 3-6, 2-6                               |
| 優勝   | 24. | 2005年1月10日  | シドニー             | ハード            | イボ・ミナール               | 7-5, 6-0                               |
| 準優勝 | 11. | 2005年1月31日  | 全豪オープン         | ハード            | マラト・サフィン             | 6-1, 3-6, 4-6, 4-6                     |
| 準優勝 | 12. | 2005年3月21日  | インディアンウェルズ | ハード            | ロジャー・フェデラー         | 2-6, 4-6, 4-6                          |
| 準優勝 | 13. | 2006年2月20日  | サンノゼ             | ハード (室内)     | アンディ・マリー             | 6-2, 1-6, 6-7(3-7)                     |
| 準優勝 | 14. | 2006年3月6日   | ラスベガス           | ハード            | ジェームズ・ブレーク         | 5-7, 6-2, 3-6                          |
| 優勝   | 25. | 2006年6月18日  | ロンドン             | 芝                | ジェームズ・ブレーク         | 6-4, 6-4                               |
| 優勝   | 26. | 2007年3月5日   | ラスベガス           | ハード            | ユルゲン・メルツァー         | 6-4, 7-6(12-10)                        |
| 優勝   | 27. | 2009年4月12日  | ヒューストン         | クレー            | ウェイン・オデスニク         | 6-2, 7-5                               |
| 優勝   | 28. | 2010年6月12日  | ハレ                 | 芝                | ロジャー・フェデラー         | 3-6, 7-6(7-4), 6-4                     |
| 準優勝 | 15. | 2012年7月15日  | ニューポート         | 芝                | ジョン・イスナー             | 6-7(1-7), 4-6                          |
| 準優勝 | 16. | 2013年7月14日  | ニューポート         | 芝                | ニコラ・マユ                 | 7-5, 5-7, 3-6                          |
| 優勝   | 29. | 2014年1月5日   | ブリスベン           | ハード            | ロジャー・フェデラー         | 6-1, 4-6, 6-3                          |
| 優勝   | 30. | 2014年7月13日  | ニューポート         | 芝                | イボ・カロビッチ             | 6-3, 6-7(4-7), 7-6(7-3)                |

### ダブルス: 8回 (3勝5敗)
| 結果   | No. | 決勝日        | 大会               | サーフェス    | パートナー             | 対戦相手                                      | スコア                  |
| ------ | --- | ------------- | ------------------ | ------------- | ---------------------- | --------------------------------------------- | ----------------------- |
| 準優勝 | 1.  | 2000年1月9日  | アデレード         | ハード        | サンドン・ストール     | トッド・ウッドブリッジ マーク・ウッドフォード | 4-6, 2-6                |
| 準優勝 | 2.  | 2000年1月16日 | シドニー           | ハード        | サンドン・ストール     | トッド・ウッドブリッジ マーク・ウッドフォード | 5-7, 4-6                |
| 優勝   | 1.  | 2000年8月21日 | インディアナポリス | ハード        | サンドン・ストール     | ヨナス・ビョルクマン マックス・ミルヌイ       | 7-6(7-3), 4-6, 7-6(7-3) |
| 優勝   | 2.  | 2000年9月11日 | 全米オープン       | ハード        | マックス・ミルヌイ     | エリス・フェレイラ リック・リーチ             | 6-4, 5-7, 7-6(7-5)      |
| 準優勝 | 3.  | 2003年3月9日  | スコッツデール     | ハード        | マーク・フィリプーシス | ジェームズ・ブレーク マーク・マークレイン     | 4-6, 7-6(7-2), 6-7(5-7) |
| 準優勝 | 4.  | 2010年4月25日 | バルセロナ         | クレー        | マーク・ノールズ       | ダニエル・ネスター ネナド・ジモニッチ         | 6-4, 3-6, [6-10]        |
| 準優勝 | 5.  | 2013年2月17日 | サンノゼ           | ハード (室内) | マリンコ・マトセビッチ | グザビエ・マリス フランク・モーサー           | 0-6, 7-6(7-5), [4-10]   |
| 優勝   | 3.  | 2014年7月13日 | ニューポート       | 芝            | クリス・グッチョーネ   | ジョナサン・エルリック ラジーブ・ラム         | 7-5, 6-4                |

## 4大大会優勝
- ウィンブルドン 男子シングルス：1勝（2002年） ［混合ダブルス準優勝1度：2000年］
- 全米オープン 男子シングルス：1勝（2001年）/男子ダブルス：1勝（2000年）

| 年     | 大会           | 対戦相手                 | 試合結果      |
| ------ | -------------- | ------------------------ | ------------- |
| 2001年 | 全米オープン   | ピート・サンプラス       | 7-6, 6-1, 6-1 |
| 2002年 | ウィンブルドン | ダビド・ナルバンディアン | 6-1, 6-3, 6-2 |

## シングルス成績

### 4大大会
略語の説明
| W | F | SF | QF | #R | RR | Q# | LQ | A | Z# | PO | G | S | B | NMS | P | NH |

W=優勝, F=準優勝, SF=ベスト4, QF=ベスト8, #R=#回戦敗退, RR=ラウンドロビン敗退, Q#=予選#回戦敗退, LQ=予選敗退, A=大会不参加, Z#=デビスカップ/BJKカップ地域ゾーン, PO=デビスカップ/BJKカッププレーオフ, G=オリンピック金メダル, S=オリンピック銀メダル, B=オリンピック銅メダル, NMS=マスターズシリーズから降格, P=開催延期, NH=開催なし.
| 大会           | 1997 | 1998 | 1999 | 2000 | 2001 | 2002 | 2003 | 2004 | 2005 | 2006 | 2007 | 2008 | 2009 | 2010 | 2011 | 2012 | 2013 | 2014 | 2015 | 2016 | 通算成績 |
| -------------- | ---- | ---- | ---- | ---- | ---- | ---- | ---- | ---- | ---- | ---- | ---- | ---- | ---- | ---- | ---- | ---- | ---- | ---- | ---- | ---- | -------- |
| 全豪オープン   | 1R   | 1R   | 2R   | 4R   | 3R   | 1R   | 4R   | 4R   | F    | 2R   | 3R   | 4R   | 1R   | 4R   | 1R   | 4R   | 1R   | 1R   | 2R   | 2R   | 32–20    |
| 全仏オープン   | A    | LQ   | 1R   | 4R   | QF   | 4R   | 3R   | QF   | A    | 4R   | 4R   | 3R   | 3R   | 3R   | A    | 1R   | 1R   | 1R   | A    | A    | 28–14    |
| ウィンブルドン | A    | LQ   | 3R   | 1R   | 4R   | W    | 1R   | QF   | SF   | QF   | 4R   | 4R   | QF   | 4R   | 2R   | 1R   | 2R   | 2R   | 1R   | A    | 41–16    |
| 全米オープン   | A    | LQ   | 3R   | SF   | W    | SF   | QF   | F    | SF   | QF   | 2R   | A    | 3R   | 1R   | A    | 3R   | 4R   | 1R   | 2R   | A    | 47–14    |

### 大会最高成績
| 大会                 | 成績 | 年               |
| -------------------- | ---- | ---------------- |
| ATPファイナルズ      | W    | 2001, 2002       |
| インディアンウェルズ | W    | 2002, 2003       |
| マイアミ             | SF   | 2000, 2001, 2002 |
| モンテカルロ         | 3R   | 2004             |
| マドリード           | 1R   | 2014             |
| ローマ               | SF   | 2000             |
| カナダ               | QF   | 2007             |
| シンシナティ         | F    | 2002, 2004       |
| 上海                 | 2R   | 2009             |
| パリ                 | F    | 2002             |
| ハンブルク           | SF   | 2001, 2004, 2007 |
| シュトゥットガルト   | F    | 2000             |
| オリンピック         | 3R   | 2012             |
| デビスカップ         | W    | 1999, 2003       |

### ランキング
| 大会           | 1997 | 1998 | 1999 | 2000 | 2001 | 2002 | 2003 | 2004 | 2005 | 2006 | 2007 | 2008 | 2009 | 2010 | 2011 | 2012 | 2013 | 2014 | 2015 |
| -------------- | ---- | ---- | ---- | ---- | ---- | ---- | ---- | ---- | ---- | ---- | ---- | ---- | ---- | ---- | ---- | ---- | ---- | ---- | ---- |
| 最終ランキング | 550  | 100  | 25   | 7    | 1    | 1    | 17   | 3    | 4    | 20   | 21   | 67   | 22   | 54   | 188  | 80   | 60   | 50   | 307  |